# Шарбулак
Шарбулак (каз. Шарбұлақ) — село в Казыгуртском районе Туркестанской области Казахстана. Административный центр Шарбулакского сельского округа. Находится примерно в 9 км к востоку от районного центра, села Казыгурт. Код КАТО — 514063100.

## Население
В 1999 году население села составляло 2862 человека (1467 мужчин и 1395 женщин). По данным переписи 2009 года, в селе проживало 3630 человек (1842 мужчины и 1788 женщин).

## Известные жители и уроженцы
- Шахабаева, Дамеш (1905—1995) — Герой Социалистического Труда.